# Ökolinguistik
Die Ökolinguistik betrachtet Sprache unter dem Aspekt der Wechselwirkung: So wie in der Ökologie die Wechselwirkung zwischen Organismen, aber auch zwischen Organismen und Umwelt untersucht wird, erforscht die Ökolinguistik die Wechselwirkung zwischen Sprachen und zwischen Sprachen und ihrer Umwelt, d. h. der Gesellschaft, in der sie verwendet werden. Ein Pionier der Ökolinguistik (ecology of language) war der amerikanische Linguist Einar Haugen, der 1972 den Aspekt der Wechselwirkung in die Soziolinguistik und Psycholinguistik einführte.
Ein weiterer Pionier ist der heute in Australien lebende Engländer Michael Halliday, der 1990 bei einem Vortrag in Thessaloniki zum ersten Mal das Thema Sprache und Umwelt in die Diskussion brachte. Seine Frage lautete: Inwieweit sind sprachliche Strukturen und Eigenheiten von Texten an den Umweltproblemen beteiligt? Kann Sprache dazu beitragen, Umweltprobleme zu mildern – etwa durch Bewusstmachen verschiedener anthropozentrischer Benennungen?
Heute werden in die Ökolinguistik in vermehrtem Maße auch ökonomische Überlegungen miteinbezogen. Fragen, die gestellt werden, sind u. a.: Was kostet Sprachenvielfalt – und was bringt sie einem Staat? Wie viele Arbeitsplätze schafft sie? Was kann bewusste Verwendung von Sprache zur Lösung von Konflikten beitragen? Wie kann die Sprachenvielfalt der Welt erhalten bleiben – und gibt es einen Zusammenhang zwischen Sprachdiversität und Frieden?